# Gare de Campbellton
La  gare de Campbellton et une gare ferroviaire canadienne. Elle est située, rue Roseberry sur le territoire de la ville de Campbellton, dans le comté de Restigouche du Nouveau-Brunswick. 
C'est une gare Via Rail Canada, desservie par le train l'Océan.

## Service des voyageurs

### Accueil
Gare voyageurs Via Rail Canada, elle dispose d'un bâtiment, avec un guichet, ouvert tous les jours sauf le mardi. Elle est notamment équipée de toilettes et d'une salle pour les bagages. Des aménagements, équipements et un service permettent l'accessibilité aux personnes à mobilité réduite.

### Desserte
Campbellton est desservie, tous les jours sauf le mardi, par le train l'Océan.

### Intermodalité
Des places de stationnement pour les véhicules sont réservées aux voyageurs (service gratuit pour une durée maximale de quatorze jours).
À environ 800 mètres à l'est, le point d'information de la ville présente de manière statique une locomotive et deux wagons pour une voie étroite.